# Hyvinge landskommun
Hyvinge landskommun (finska: Hyvinkään maalaiskunta) var en kommun i landskapet Nyland i Finland. Landskommunen grundades år 1916 och var en del av Nylands län. Den hade en folkmängd på cirka 7000 personer och en yta på 289,9 kvadratkilometer. Hyvinge landskommun förenades med Hyvinge 1 januari 1969.
Hyvinge kommun och församling bildades 1 januari 1916 genom utbrytning av ett område av 4 874 personer från Nurmijärvi kommun och församling. 1917 tillfördes ett område med 2 500 personer från Hausjärvi kommun och församling. 1926 utbröts ur kommunen Hyvinge köping.
Enligt Statsrådets beslut den 28 december 1962 var Hyvinge landskommun för perioden 1963 till 1972 en enspråkigt finsk kommun.

## Befolkningsutveckling
| Befolkningsutvecklingen i Hyvinge landskommun 1920–1960 | Befolkningsutvecklingen i Hyvinge landskommun 1920–1960 | Befolkningsutvecklingen i Hyvinge landskommun 1920–1960 | Befolkningsutvecklingen i Hyvinge landskommun 1920–1960 | Befolkningsutvecklingen i Hyvinge landskommun 1920–1960 |
| --- | ------------------------------------------------------- | ------------------------------------------------------- | ------------------------------------------------------- | ------------------------------------------------------- |
| |                                                         |                                                         |                                                         |                                                         |
| År |                                                         |                                                         | Folkmängd                                               |                                                         |
| 1920 | 1920                                                    |                                                         | 7 641                                                   |                                                         |
| 1930 | 1930                                                    |                                                         | 8 758                                                   |                                                         |
| 1940 | 1940                                                    |                                                         | 10 074                                                  |                                                         |
| 1950 | 1950                                                    |                                                         | 5 592                                                   |                                                         |
| 1960 | 1960                                                    |                                                         | 6 757                                                   |                                                         |
| Anm: För tidsserien 1920-1960 avser uppgifterna befolkningen den 31 december nämnda år enligt områdesindelningen den 1 januari året efter. Hyvinge köping ingår 1930 och 1940 trots att köpingen grundades 1926. Från och med 1950 redovisas köpingen (senare staden) separat. |                                                         |                                                         |                                                         |                                                         |